# Shaun White
Pour les articles homonymes, voir White.
Shaun White, né le 3 septembre 1986 à San Diego, est un snowboardeur et skateur américain professionnel.
Triple champion olympique de half-pipe à Turin en 2006, à Vancouver en 2010 et à Pyeongchang en 2018, seul athlète à totaliser trois médailles d'or olympiques en snowboard, il s'illustre aussi en slopestyle et en skateboard et a remporté de très nombreuses médailles mondiales dans ces trois disciplines, notamment dans les éditions estivales et hivernales des X Games.

## Biographie

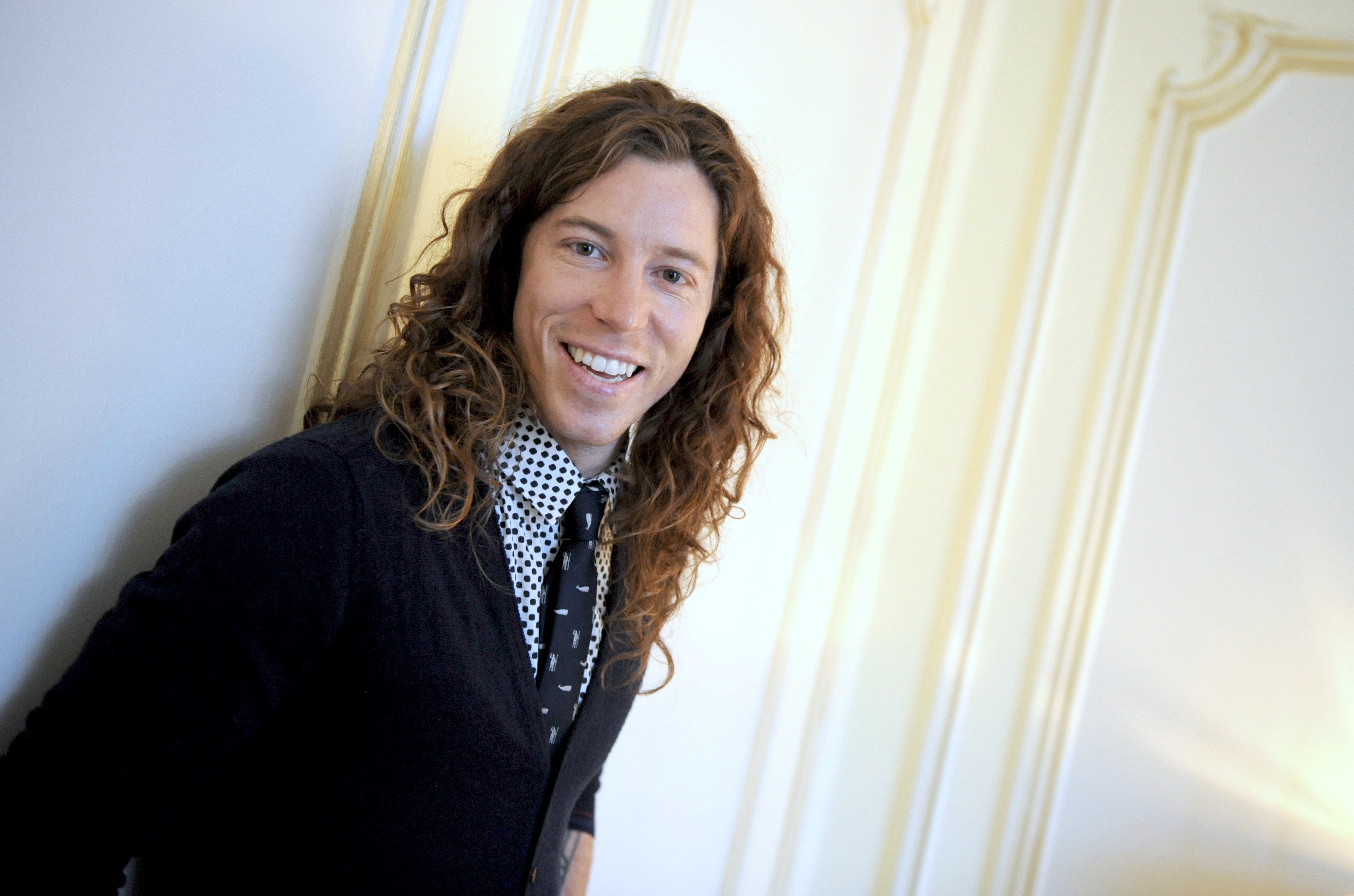
Shaun White, le 12 mars 2012 à Paris.

Shaun White naît avec une malformation cardiaque, une tétralogie de Fallot, et doit subir deux opérations avant l'âge d'un an.
Il commence le snowboard à l'âge de quatre ans et dispute ses premières compétitions à six ans.
Shaun White est surnommé Red Zeppelin ou the Flying Tomato (la tomate volante) à cause de ses cheveux roux et de l'amplitude de ses sauts. Il est sponsorisé par Burton, et par Volcom, Adio et Birdhouse en skateboard. Les moyens offerts par ses partenaires commerciaux lui permettent notamment de se faire construire un half-pipe privé dans le Colorado en 2009. En 2014, ses revenus sont estimés à huit millions de dollars par an.

## Parcours sportif
Shaun White dispute les X Games d'hiver et d'été (il devient le premier athlète à gagner une médaille à la fois dans les deux saisons). Il totalise dix-huit médailles aux Winter X Games dans les épreuves de Superpipe et Slopestyle (13 en or, 3 en argent et 2 en bronze) et cinq médailles aux Summer X Games (2 d'or, 2 d'argent et 1 en bronze).
En 2012, aux Winter X Games de Tignes, déjà assuré de la victoire, il devient le premier à réaliser le score parfait de 100 points dans l'épreuve de Superpipe au cours de son dernier run .
Shaun White remporte également une médaille d'or aux Jeux olympiques d'hiver de Turin 2006 dans la discipline du halfpipe en enchaînant en finale deux 1080°, prestation notée 46.8/50 par les juges.
Un an plus tard, le 17 mars 2007, il est couronné Champion du monde du TTR. Lors du Burton US Open à Stratton Mountain dans le Vermont, il termine 3e de l'épreuve slopestyle puis remporte le contest de half-pipe. Shaun White possède alors suffisamment de points pour finir la saison en tête du classement TTR devant Antti Autti et Travis Rice.
Shaun White obtient un second titre olympique aux Jeux olympiques d'hiver de Vancouver 2010 dans la compétition du half-pipe avec une prestation notée à 48.4/50. Et ce, grâce à un run sans faute avec des sauts dont l'amplitude peut atteindre les 8 mètres et une figure qu'il est jusqu'à présent seul à exécuter, le Double McTwist 1260°.
Il tente lors des X Games d'été 2011 une rotation de 1080° en skateboard mais il échoue de peu.
Aux Jeux olympiques de Sotchi en 2014, Shaun White remporte son groupe de qualification, mais n'est pas à la hauteur de son statut de favori lors de la finale : il tombe lors du premier passage, puis il finit quatrième, battu par le Suisse Iouri Podladtchikov, qui prend l'or, et par les deux Japonais Ayumu Hirano et Taku Hiraoka respectivement deuxième et troisième.
Décidé à effacer sa déception des Jeux de Sotchi, Shaun White reprend la compétition lors de l'hiver 2016-2017 en expliquant « Quand on m'a demandé à quel moment je m'étais remis des Jeux de Sotchi, j'ai répondu "jamais !" C'est comme tomber d'un vélo, vous avez des cicatrices et cela reste en vous, c'est quelque chose qui permet d'apprendre, et j'ai appris ! Je prépare de nouveaux tricks, je me sens plus fort, plus concentré que jamais ». Mais en octobre 2017 à l'entraînement en half-pipe, il fait une terrible chute qui occasionne 62 points de suture. Il n'est pas encore qualifié dans l'équipe américaine pour les Jeux de PyeongChang au moment de disputer la toute dernière épreuve qualificative, en Coupe du monde à Snowmass. Là, le 13 janvier 2018, une prestation parfaite lui vaut la note maximum de 100 points.
Le 13 février pour la compétition olympique des Jeux de PyeongChang, il commence par dominer les qualifications avec un score de 98.50. Le lendemain, lors de son dernier passage en finale dans le demi-tube de neige, il parvient à poser parfaitement toutes ses figures, dont un back to back 1440 et remporte la médaille d'or avec un score de 97,75, devant le Japonais Ayumu Hirano (95.25) et l'Australien Scotty James (92.00). Shaun White est le premier triple champion olympique du snowboard, un sport apparu en 1998 aux Jeux d'hiver.
Durant les jo de Pekin en 2022, il finit à la quatrième place et annonce sa retraite sportive en déclarant : "C'est triste de faire mes adieux, mais je suis tellement soulagé de dormir la nuit, de ne plus penser aux runs, me demander ce qui va se passer si je tape le haut du pipe et que je finis assommé. Je n'aurai plus jamais à être en haut du pipe, stressé à me demander si c'est le jour où je vais vraiment me blesser en essayant de repousser constamment les limites".

## Autres projets

### Jeux vidéos
Shaun White a collaboré avec Ubisoft pour sortir un jeu vidéo : Shaun White Snowboarding, ainsi qu'une version pour iPhone et iPod Touch Shaun White Snowboarding Origin. Un nouvel épisode de la licence nommé Shaun White Skateboarding, voit Shaun White passer au skateboard. Le jeu sort le 28 octobre 2010 en France. Le but du jeu est de redonner des couleurs à une ville devenue morose à la suite des décisions de la municipalité.

### Musique
Shaun White est guitariste dans le groupe de rock californien Bad Things. Lena Zawaideh, l'ancienne batteuse du groupe de rock de Shaun White Bad Things, a porté plainte contre lui pour harcèlement sexuel en août 2016. White et son ancienne batteuse auraient conclu un accord financier hors des tribunaux pour mettre fin à l'affaire.

### Cinéma
En 2011, il joue son propre rôle dans le film Sexe entre amis, aux côtés de Justin Timberlake et Mila Kunis.

## Vie privée
De 2004 à 2008, Shaun aurait fréquenté l'actrice américaine Summer Spiro, mais les deux concernés n'ont jamais confirmé ou nié leur relation. En 2011, il aurait brièvement fréquenté l'actrice américaine Arielle Vandenberg, puis en 2012, il vit une courte histoire avec le mannequin israélien Bar Refaeli. De 2013 à 2019, il est le compagnon de la chanteuse américaine Sarah Barthel, membre du groupe Phantogram. Depuis décembre 2019, il partage la vie de l'actrice canadienne Nina Dobrev,.
Ces deux derniers sont fiancés depuis novembre 2024

## Palmarès

### Jeux olympiques d'hiver
| Épreuve / Édition | Épreuve / Édition | Turin 2006                     | Vancouver 2010                 | Sotchi 2014 | Pyeongchang 2018               | Pékin 2022 |
| Half pipe         | Half pipe         | Médaille d'or, Jeux olympiques | Médaille d'or, Jeux olympiques | 4e          | Médaille d'or, Jeux olympiques | 4e         |